# Tomáš Hradecký
Tomáš Hradecký (* 21. dubna 1984, Děčín) je český historik a vysokoškolský pedagog, zaměřující se především na české a československé dějiny 20. století.

## Životopis
Tomáš Hradecký se narodil roku 1984 v Děčíně. V letech 2003 až 2008 vystudoval magisterský studijní program Učitelství pro střední školy s aprobací Dějepis - Základy společenských věd na Pedagogické fakultě UJEP, později na nově založené Filozofické fakultě téže univerzity absolvoval bakalářský obor Historie. V roce 2011 obhájil rigorózní práci na Univerzitě Hradec Králové, kde o tři roky později získal také doktorát v oboru České a československé dějiny.
Od roku 2013 pracuje jako vysokoškolský pedagog na Historickém ústavu Filozofické fakulty Univerzity Hradec Králové, kde přednáší dějiny 20. století se zaměřením na dějiny Československa a střední Evropy.
Dlouhodobě působí v akademických funkcích FF UHK. V letech 2017 až 2019 byl tajemníkem Historického ústavu a místopředsedou akademického senátu FF UHK. V letech 2019–2024 byl proděkanem pro studijní záležitosti a vzdělávací činnost FF UHK.

## Dílo
Tomáš Hradecký se odborně zaměřuje na dějiny 20. století, zejména pak na dějiny československého komunismu, parlamentarismu, mechanismu voleb a národních výborů. Několik prací také věnoval tématu regionálních dějin Československa po druhé světové válce.
Publikuje např. v kolektivních monografiích České, slovenské a československé dějiny 20. století (vedoucí editor publikační řady v letech 2012 až 2014) či v periodiku Východočeské listy historické, kde působil jako výkonný redaktor (v letech 2011 až 2018) a vedoucí redaktor (2018 až 2022).

### Výběr z bibliografie
- HRADECKÝ Tomáš, Poválečné Děčínsko 1945–1948, 2013
- HRADECKÝ Tomáš, „Nejpokrokovější kraj v Československu“, Krajský národní výbor Ústeckého kraje v letech 1949–1960, 2017